# Fernando Rodrigues de Castro, Senhor de Lemos
Fernando Rodrigues de Castro (1280 — Monforte de Lemos, 1304) foi um nobre do Reino de Galiza e Senhor de Lemos e Sarria.

## Relações familiares
Foi filho de Estêvão Fernandes de Castro, senhor de Lemos e de Sarria e de Aldonça Rodrigues de Leão,  filha de Rodrigo Afonso de Leão, senhor de Aliger, e de Inês Rodrigues de Cabrera.
Casou cerca de 1293 com Violante Sanchez de Castela, senhora de Uzero e filha ilegítima do rei Sancho IV de Leão e Castela o Bravo, de quem teve:
- Pedro Fernandes de Castro o da Guerra,  morreu em consequência de uma epidemia em com origem do cerco de Algeciras, em 1342 contra o infante Filipe de Castela e Molina, senhor de Ribera e Cabrera,  irmão de Fernando IV de Leão e Castela o Emprazado.[1]. Foi senhor de Lemos e casado por duas vezes, a primeira com Beatriz de Portugal, filha de Afonso de Portugal, Senhor de Portalegre, infante de Portugal, e de Violante Manuel,  e a segunda com Isabel Ponce de Leão.
- Joana de Castro casou com Afonso de Valência, senhor de Valência de Campos, neto do rei Afonso X de Leão e Castela.